# Futsal

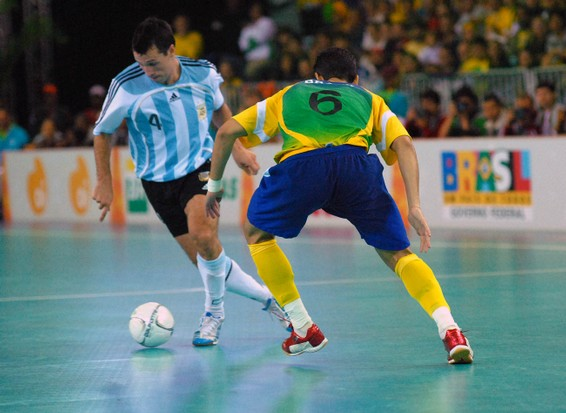
Futsal-ul este versiunea interioară a fotbalului clasic

Futsalul este versiunea interioară a fotbalului clasic. Numele său provine din portugheză "futebol de salão" și din spaniolă "futbol de salon", amândouă însemnând fotbal în sală.
Futsal-ul este jucat de două echipe, fiecare de câte cinci jucători, dintre care unul este portarul; fiecare echipă poate avea în plus un număr de rezerve. Spre deosebire de alte forme ale fotbalului în sală, terenul este delimitat de linii și nu de panouri cu ajutorul cărora mingea poate fi jucată.
Alte forme ale fotbalului în sală, care pot fi jucate cu reguli diferite, există și pot fi denumite fotbal în sală sau fotbal 5 la 5.

## Istoria futsal-ului
Dezvoltarea futsal-ului începe în anul 1930, la Montevideo, Uruguay, în același an în care Campionatul Mondial pornea la drum în Uruguay. Meritele pentru crearea acestui sport i se datorează lui Juan Carlos Ceriani, care a dorit o formă de fotbal care să poată fi jucată atât afară cât și în sală. De asemenea, acest sport își are rădăcinile și în São Paulo, Brazilia. Aceste noi forme ale fotbalului au fost repede adoptate în toata America de Sud și mulți dintre cei mai mari jucători de fotbal clasic ai continentului au practicat înainte futsal. Primele reguli ale acestui sport au fost publicate în São Paulo în 1936.
Un for conducător a fost înființat în 1971 pentru a veghea asupra jocului și a campionatelor; acest for a fost Federația Internațională de Fotbal în Sală, care mai târziu a devenit Asociația Internatională de Futsal (AMF). FIFA a preluat controlul asupra jocului în 1989 și a continuat organizarea turneelor în numele său. Noi reguli și amendamente au fost create de FIFA la acea vreme. Una dintre cele mai importante schimbări a fost reducerea greutății mingii, reglementare ce a făcut posibilă iuțirea jocului și pentru prima dată marcarea de goluri cu capul.
În decembrie 2002 s-a înființat la Asunción, Asociación Mundial de Futsal.

## Competiții internaționale importante
Campionatul Mondial de Futsal FIFA la care participă 16 echipe a avut 5 ediții până acum.
Ediția, gazda competiției și Echipa câștigătoare :
- 1989 (Olanda): Brazilia
- 1992 (Hong Kong): Brazilia
- 1996 (Spania): Brazilia
- 2000 (Guatemala): Spania
- 2004 (Taiwan): Spania
- 2008 (Brazilia): Brazilia
- 2012 (Thailanda): Brazilia
- 2016 (Columbia): Argentina
- 2021 (Lituania): Portugalia